# Koza (film)
Koza je česko-slovenský dramatický film režiséra a scenáristy Ivana Ostrochovského. Hlavní roli ztvárnil Peter Baláž, boxer romského původu a reprezentant na olympijských hrách v Atlantě.

## Děj
Film zachycuje boj boxera s přezdívaného Koza o život svého dítěte.

## Obsazení
- Peter Baláž jako sám sebe
- Nikola Bongilajová jako Nikolka
- Stanislava Bongilajová jako Misa
- Ján Franek jako sám sebe
- Alexandra Palatinusová jako Mia (hlas)
- Tatiana Piussi jako stopařka
- Manfred Schmid jako Němec

## Produkce
Snímek vznikl v koprodukci České televize, Tvůrčí producentské skupiny Kamily Zlatuškové a v produkci slovenské společnosti Sentimentalfilm a české společnosti Endorfilm. Světová premiéra filmu se uskutečnila 8. února 2015 na 65. ročníku Berlínského mezinárodního filmového festivalu. V září 2015 byl film nominován Slovenskou filmovou a televizní akademií jako slovenský zástupce boje o Oscara.